# Stazione di Alzano Lombardo
La stazione di Alzano Lombardo fu una stazione ferroviaria della ferrovia della Valle Seriana a servizio dell'omonimo comune.

## Storia
La stazione fu aperta al servizio pubblico il 21 aprile 1884, assieme al tratto Bergamo-Albino, primo tronco della linea della Valle Seriana. La ferrovia in seguito proseguì verso Vertova (23 agosto), Ponte Nossa (23 marzo 1885), Ponte Selva (6 luglio 1885) e Clusone (12 marzo 1911).
Ebbe il nome di Alzano Maggiore fino al 1938, quando cambiò nome in Alzano Lombardo, adeguandosi al toponimo del comune formatosi nel 1927.
Il servizio presso la stazione terminò il 31 agosto 1967, con la chiusura della linea ferroviaria. Dal 2009, con l'apertura della tranvia Bergamo-Albino che reimpiega il sedime della ferrovia della Val Seriana, parte del piazzale binari della stazione è utilizzato dalla fermata tranviaria di Alzano Centro, mentre l'edificio della stazione attualmente versa in stato di abbandono.

## Strutture e impianti
Il fabbricato viaggiatori è una costruzione a tre livelli e a pianta rettangolare. Inizialmente fu costruita a due livelli, ma nel 1920 fu innalzata di un piano. Presso la stazione era presente la torre del rifornitore per le locomotive a vapore.
Il piazzale era composto dal binario di corsa e da uno di raddoppio che proseguivano affiancati fino all'inizio del raccordo con la Cartiera Pigna, ubicato in direzione di Clusone.
In direzione di Bergamo era presente uno scalo merci con un magazzino servito dalla prosecuzione del binario di raddoppio. Un binario di scalo serviva il piano caricatore.

## Movimento
Fu servita dai treni accelerati e omnibus della relazione Bergamo-Ponte Selva fino al 1911 quando fu sostituita dalla relazione Bergamo-Clusone.
Il servizio merci presso la stazione era rivolto alla Cartiera Pigna e al cementificio dell'Italcementi.